# 奈良市立富雄南小学校
奈良市立富雄南小学校（ならしりつ とみおみなみしょうがっこう）は、奈良県奈良市中町にある公立小学校。

## 沿革
- 1874年（明治7年）2月15日 - 第3大学区第13中学区51番小学校盛進舎として開校。
- 1889年（明治22年）4月1日 - 富雄村立富雄尋常小学校と改称。
- 1901年（明治34年）5月1日 - 富雄村立富雄尋常高等小学校と改称。
- 1934年（昭和9年）4月1日 - 富雄村立富雄南尋常高等小学校と改称。
- 1941年（昭和16年）4月1日 - 富雄村立富雄南国民学校と改称。
- 1947年（昭和22年）4月1日 - 富雄村立富雄南小学校と改称。
- 1953年（昭和28年）4月1日 - 富雄町立富雄南小学校と改称。
- 1955年（昭和30年）3月15日 - 奈良市立富雄南小学校と改称。

## 通学区域
- 青垣台一丁目、青垣台二丁目、石木町、青垣台三丁目の一部（151番地の4から7まで）、大倭町、大和田町、五条町の一部（近鉄橿原線以西）、菅野台、千代ヶ丘一丁目、千代ヶ丘二丁目、千代ヶ丘三丁目、中町の一部、藤ノ木台一丁目、藤ノ木台二丁目、藤ノ木台三丁目、藤ノ木台四丁目、丸山一丁目、丸山二丁目[1]

※卒業後は基本的に奈良市立富雄南中学校に進学する。

## 通学区域が隣接している学校
- 奈良市立富雄第三小学校
- 奈良市立三碓小学校
- 奈良市立伏見南小学校
- 奈良市立六条小学校
- 大和郡山市立郡山西小学校
- 大和郡山市立矢田小学校